# 近藤文男
近藤 文男（こんどう ふみお、1939年7月18日 - ）は、日本の経済学者。専門は、日本企業のグローバルマーケティングの研究。博士（経済学）。京都大学名誉教授。マーケティング史学会名誉会員。

## 来歴・人物
香川県観音寺市出身。香川県立観音寺第一高等学校、香川大学経済学部経済学科卒業。京都大学大学院経済学研究科経営学専攻博士課程修了。
1989年（平成元年）「成立期マーケティングの研究」で学位修得（京都大学 経済学博士）。
研究は、主に3つに分かれる。第1にマーケティング発祥の地アメリカにおける成立期のマーケティングの研究を通じて、マーケティングの本質に迫ろうという研究。第2に国際マーケティング研究において、日本の家電企業の対米輸出マーケティングに関する歴史的研究。第3に巨大小売企業と中小商業、および消費者問題と生活協同組合に関する調査研究。
1962年（昭和37年）京都大学経営学第二講座を新設。旧帝大の中では逸早くマーケティング論の研究が行われる。高松経済専門学校、東京商科大学で商業論を修めた橋本勲（後の京都大学経済学部長）が、香川大学経済学部助教授から京都大学経済学部助教授に就任。橋本に師事して香川大学から京都大学大学院へ進学、マーケティングを研究する。
1989（平成元年）3月から1990年（平成2年）2月まで文部省在外研究員としてハーバード大学、ペンシルベニア州立大学に留学。

## 略歴
- 1963年 - 香川大学経済学部経済学科卒業
- 1968年
  - 京都大学大学院経済学研究科経営学専攻博士課程修了
  - 立命館大学経営学部講師
- 1969年 - 立命館大学経営学部助教授
- 1979年 - 立命館大学経営学部教授
- 1982年 - マンハイム大学招聘研究員
- 1985年 - 京都大学経済学部助教授
- 1988年 - 京都大学経済学部教授
- 1997年 - 京都大学大学院経済学研究科教授
- 2003年
  - 京都大学名誉教授
  - 京都橘大学文化政策学部教授

## 編著書
- 『流通構造とマーケティング・チャネル』（ミネルヴァ書房）（1985年）
- 『成立期マーケティングの研究』（中央経済社）（1988年）
- 『日米の流通イノベーション』（中央経済社）（1997年）
- 『日本企業のマス・マーケティング史』（同文舘）（1999年）
- 『21世紀マーケティング戦略』（ミネルヴァ書房）（2001年）
- 『日本企業の国際マーケティング―民生用電子機器産業にみる対米輸出戦略』（有斐閣）（2004年）

## 翻訳
- リチャード・テドロー著『マス・マーケティング史』（原題 "New and Improved: The Story of Mass Marketing in America"）（ミネルヴァ書房）（1993年）